# Polydiadema
Polydiadema is een geslacht van uitgestorven zee-egels uit de familie Polydiaematidae.

## Soorten
- Polydiadema joaquinensis Alex Clark, in Grant & Hertlein, 1938 †
- Polydiadema karakachi Weber, 1934 †